# 오가사와라 다다자네

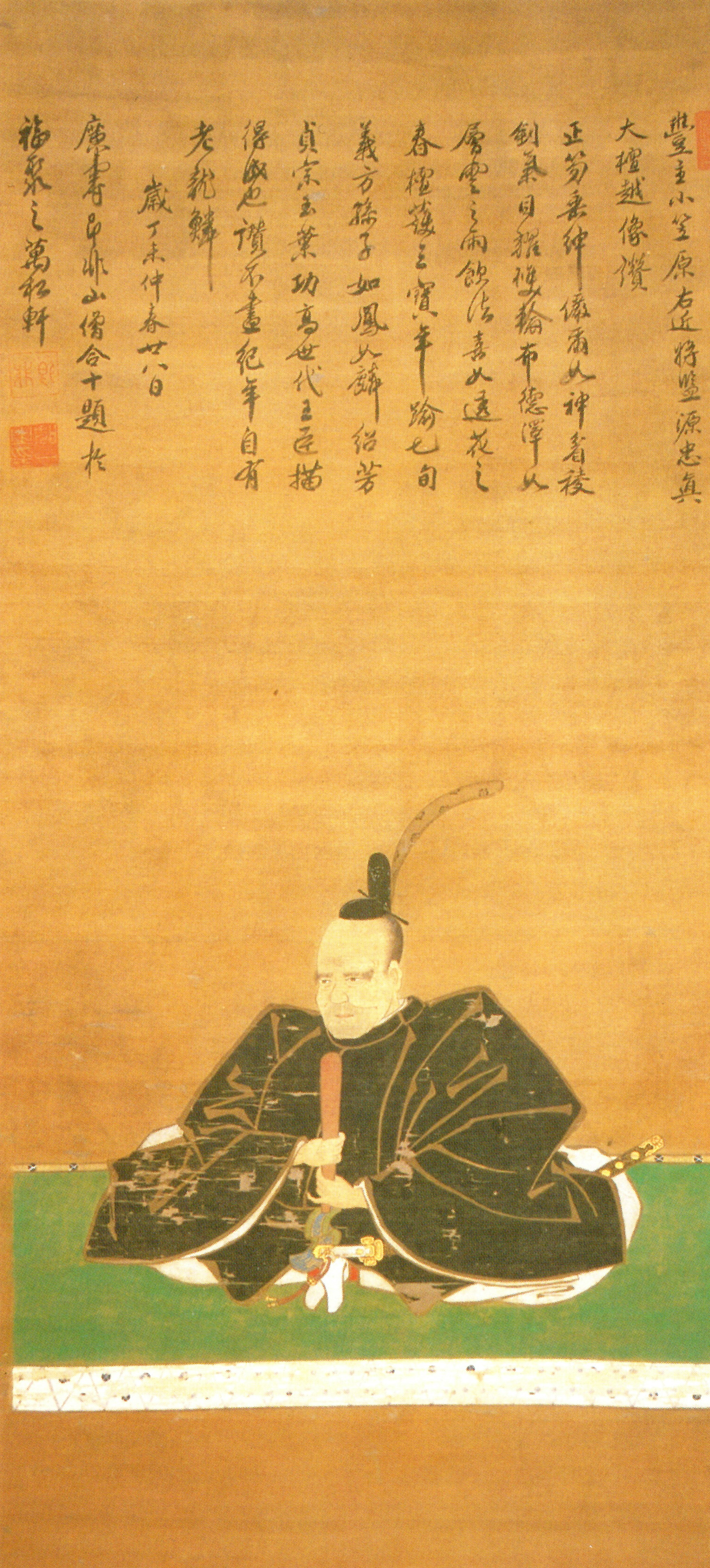
오가사와라 다다자네

오가사와라 다다자네(小笠原忠真/忠眞, 게이초 원년 음력 2월 28일(1596년 3월 26일) ~ 간분 7년 음력 10월 18일(1667년 12월 3일))는 에도 시대 초기의 다이묘이다. 시나노 마쓰모토 번 제2대 번주, 하리마 아카시번주, 부젠 고쿠라번 초대 번주. 정실은 이종사촌인 가메히메(혼다 다다마사의 딸).

## 같이 보기
- 아카시성

| 전임 오가사와라 다다나가 | 제21대 후추 오가사와라가 당주 1615년 ~ 1667년 | 후임 오가사와라 다다타카 |

| 전임 오가사와라 히데마사 | 제2대 마쓰모토 번 번주 (오가사와라가) 1615년 ~ 1617년 | 후임 마쓰다이라 야스나가 |

|  | 아카시번 번주 (오가사와라가) 1617년 ~ 1632년 | 후임 마쓰다이라 야스나오 |

| 전임 호소카와 다다토시 | 제1대 고쿠라번 번주 (오가사와라가) 1632년 ~ 1667년 | 후임 오가사와라 다다타카 |